# Istmul ponto-baltic
Istmul ponto-baltic este un istm situat în Eurasia între Europa peninsulară (vestică) și Europa continentală (estică), ce se suprapune unei zone de îngustare a continentului european limitată la nord de Marea Baltică și la sud, de Marea Neagră. Are ca reper nord-sud o linie imaginară situată între Kaliningrad și Odesa, în timp ce de la est la vest se întinde între Poarta Moraviei⁠(en)[traduceți] și coasta marină a Georgiei. Reprezintă o limită de separare geopolitică, dintre Europa de Asia și are un caracter de falie intercivilizațională, fiind, în același timp, subiect permanent al intenției de obținere a controlulului său teritorial, de către diverse popoare și state.
În prezent, spațiul ponto-baltic este subiect de dispută geostrategică⁠(en)[traduceți] și politică între Uniunea Europeană alături de Organizația Tratatului Atlanticului de Nord, pe de-o parte și Federația Rusă de cealaltă parte.

## Caracteristici
| Imagine indisponibilă                                                                                             |  | Imagine indisponibilă |
| Geografului Eugeniusz Romer (stânga) și istoricului Osckar Halecki (dreapta) li se atribuie originea conceptului. |  |                       |

Denumirea, ca atare, provine de la începutul secolului al XX-lea, având ca sursă pe istoricul polonez Oskar Halecki⁠(en)[traduceți] (1891-1973) (după o altă sursă, proveninența termenului ar fi de fapt geograful polonez Eugeniusz Romer⁠(en)[traduceți], Halecki numindu-l de fapt Marele Istm de Est). Există și alte nume atribuite pentru acesta, precum Intermarium sau Intermarum (în latină) cu diverse versiuni în funcție de limbă (în poloneză Międzymorze, în lituaniană Tarpjūris, etc...).

### Geografice
Istmul se întinde de-a lungul unei linii imaginare trasată între Marea Baltică și Marea Neagră, între Kaliningrad și Odesa, care se suprapune unei zone de îngustare a continentului european. Linia separă Europa peninsulară (situată la vest de linia respectivă) de Europa continentală (situată la est de această linie), existând în trecut geografi care l-au considerat adevărata limită a Europei. În timp ce de la nord la sud, delimitarea sa este reprezentată de țărmurile celor 2 mări, de la est la vest limita sa geografică este mai puțin definită, situându-se între Poarta Moraviei⁠(en)[traduceți] și coasta marină a Georgiei (respectiv Munților Caucaz în est). Delimitarea sa geografică se face astfel:

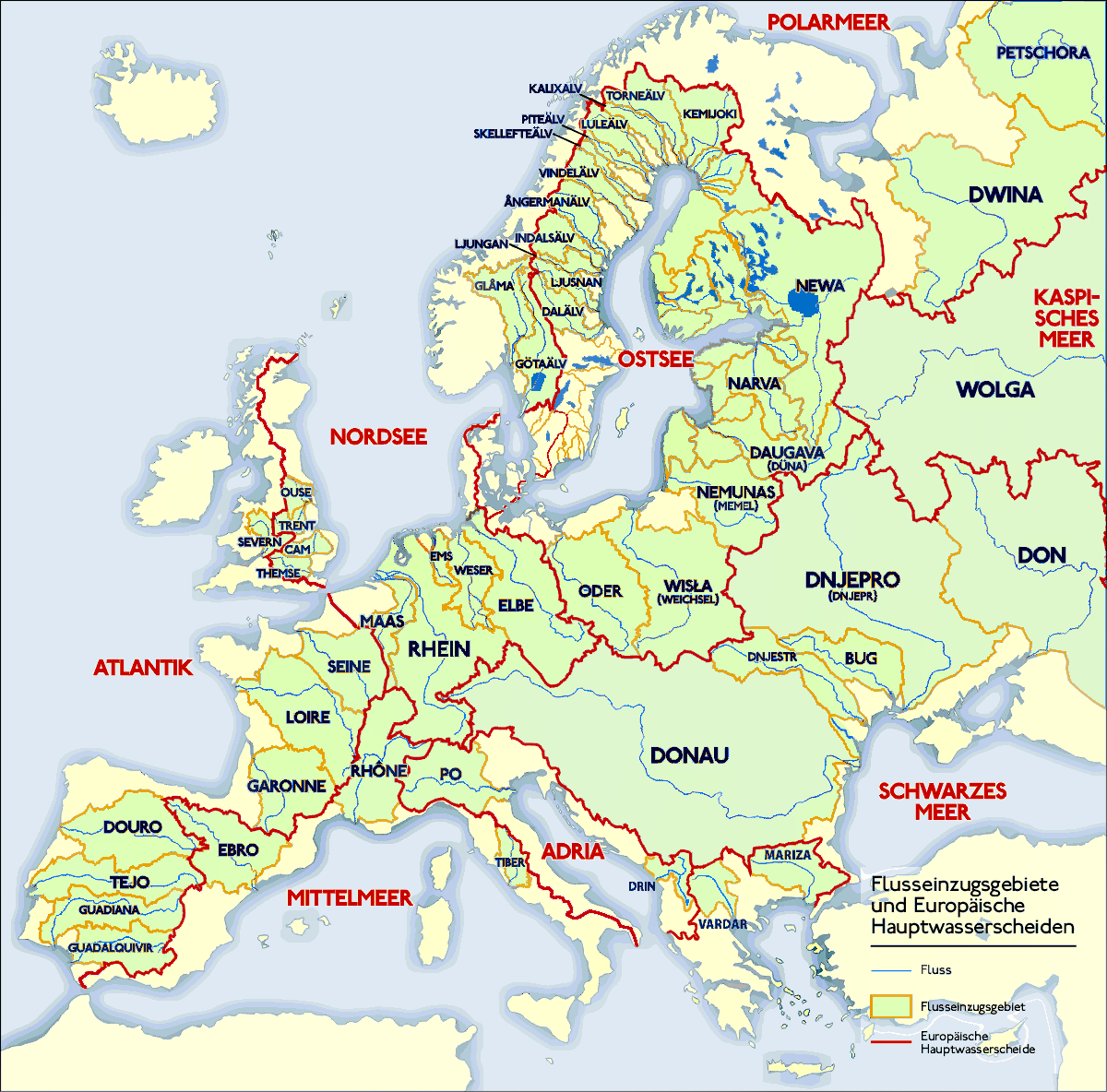
Delimitările bazinelor hidrografice europene.

- la vest sunt luate în considerare:

- spre nord o limită extinsă formată de partea de vest a bazinului hidrografic al Dunării, de la Munții Pădurea Boemiei prin Colinele Ceho-Morave până la Munții Jeseník⁠(en)[traduceți] și zona Sudeților, iar apoi de-a lungul limitei dintre bazinele hidrografice ale Oderului și Elbei
- o limită convențională formată de limitele vestice ale Munților Carpați și bazinului Vistulei.

- le est limitele nu sunt atât de evidente, date fiind valorile altitudinale scăzute, ale terenului:

- în ce privește limita extinsă, aceasta se află de-a lungul bazinului central de apă al Rusiei din Podișul Central Rusesc, cu două nuclee altitudinale, unde se află zonele de origine ale principalelor râuri ale regiunii: Pădurea Okovsky la nord (un areal de dealuri mici, unde se află zonele de origine ale Niprului, Dvinei de Vest, Lovatului⁠(en)[traduceți] și afluențiilor râului Volga) și platoul Orel-Oskol în sud. De aici spre sud, limita condițională poate fi trasată de-a lungul bazinului hidrografic estic al Donului. Spre nord limita merge prin Podișul Valdai de-a lungul bazinelor hidrografice al râului Lovat, Volkhov⁠(en)[traduceți] și Neva (pentru comoditate, dată fiind limita difuză a bazinelor hidrografice, reperele sunt de la nord la sus Neva – Volkhov – Lovat în nord, bazinul central de apă din Podișul Central Rusesc și apoi Donul, în sud).
- limita convențională este însă formată de tributarele Niprului (în sud) și de bazinul vestic al Nemanului (în nord).

Luând în considerare limitele extinse, Intermariumul ponto-baltic include integral Polonia, Slovacia, Ungaria, România, Republica Moldova, Ucraina, Belarus, Lituania, Letonia și Estonia, precum și zone din Germania, Cehia, Austria, Slovenia, Croația, Bosnia și Herțegovina, Serbia, Bulgaria și Rusia.
Din istm, pornește o vastă stepă, care, ajunge până la Siberia Orientală și domină biogeografic zona pivot eurasiatică. Cu un relief predominent de câmpie și cu un ecartament de peste 800 de mile, regiunea situată între Marea Baltică și Marea Neagră a fost și este folosită ca punte de legătură dintre nordul și sudul, precum și dintre estul și vestul spațiului eurasiatic.
Din punct de vedere al geografiei economice este atât un centru de activitate (hub), cât și un centru de conexiune (nexus) al coridoarelor de transport ce unesc Asia de Europa pe axa est-vest, cât și zona arctică de Levant și zona mediteraneeană pe axa nord-sud. Pe lângă caracterul său de spațiu de tranzit, el s-a impus și ca un spațiu de relație.

### Geopolitice
Convențional din punct de vedere geopolitic, astfel cum a stipulat Simion Mehedinți în anul 1916 în studiul „Meridianul geografic al istoriei”, istmul în cauză separă Europa de Asia,
Diviziuni geopolitice:
- Regiunea Baltică (nordică), predominant catolică:

- Subregiunea statelor baltice: Lituania, Letonia, Estonia
- Subregiunea central europeană: Polonia
- Subregiunea Comunității Statelor Independente: Belarus

- Regiunea Pontică (sudică), predominant ortodoxă:

- Subregiunea statelor Uniunii Europene: România, Bulgaria
- Subregiunea fostelor state ale Uniunii Sovietice: Ucraina, Republica Moldova, Georgia

Dintre statele de mai, sus, șase țări sunt membre ale Organizației Tratatului Atlanticului de Nord și ale Uniunii Europene (Lituania, Letonia, Estonia, Polonia, România și Bulgaria), alcătuind Flancul Estic al NATO, una se află în spațiul de influență al Federației Ruse (puterea pivot) și trei se află în „zona gri” dintre cele două forțe, anume Ucraina, Republica Moldova și Georgia.
Din perspectiva relațiilor internaționale, istmul se constituie atât într-o interfață între Europa de Vest și Eurasia de Nord, cât și într-o linie de falie (în engleză faulty line), între civilizații opuse aflate în contact și în același timp în conflict. Prin intermediul istmului, peninsula europeană se raportează la spațiul civilizațional asiatic, existând tendința ca aceasta să devină un satelit politic, precum și un satelit fizic al Asiei.
Supus presiunilor geopolitice atât de către lumea occidentală catolică și reformată, cât și de către estul ortodox, într-un context în care dinamica geopolitică este amplificată de către influențele lumii islamice care vin dinspre sud, el se constituie într-un buffer⁠(en)[traduceți] intercivilizațional, cu potențial de a se transforma într-o „centură de ruine” (în engleză ruin belt).

### Perspective conceptuale

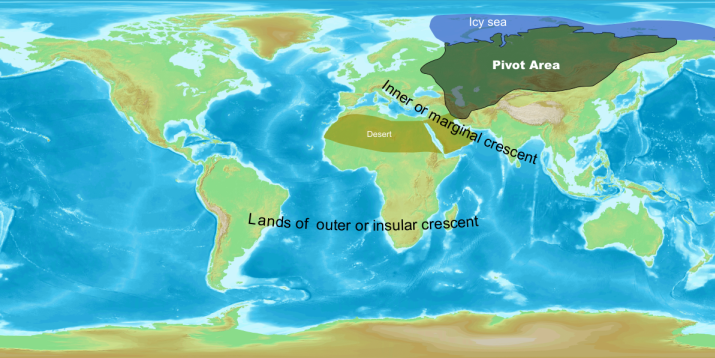
Poziția zonei pivot a Eurasiei și centurilor sale de securitate, astfel cum a fost stabilită de teoria dezvoltată de Halford John Mackinder.

Spațiului geostrategic care include istmul ponto-baltic i se aplică teorii aparținând marilor școli geopolitice anglo-saxone și rusești.
Din punct de vedere militar, astfel, conform punctului de vedere⁠(en)[traduceți] expus de Halford John Mackinder, istmul face parte din structura inelului interior de securitate al puterii care domină regiunea pivot a Eurasiei. Deoarece la nivelul istmului se întrerupe succesiunea de bariere naturale care înconjoară regiunea pivot (ghețuri, păduri dese, podișurile Asiei Centrale), acesta reprezintă o largă poartă de acces bidirecțional între peninsula europeană și respectiva zonă pivot. În consecință, împreună cu Regiunea Mării Negre istmul constituie un spațiu de mare vulnerabilitate pentru statul care domină zona pivot nordică, deoarece îi impune  un uriaș efort de apărare, respectiv o largă desfășurare a armatei sale. Controlul politic, economic și militar al acestui spațiu devine astfel un imperativ strategic, fie pentru puterea care domină pivotul nordic, fie pentru orice putere ori alianță sau coaliție care dorește să stabilească aici un cap de pod, pentru a bloca apariția unui bloc continental eurasiatic. Din perspectivă strategică astfel, teritoriul poate fi ori o bariera care blochează fluxurile umane, militare și comerciale dintre spațiile pe care le delimitează, ori o poartă deschisă spre oricare dintre ele.
Este de menționat, de asemenea, că o perspectivă germană asupra teoriei zonei pivot a fost dezvoltată de Karl Haushofer. Acesta, prin conceptul panregionalizării globale a ordonat lumea în „Grosswirtschafträume”, respectiv patru zone pivot economice (Europa Occidentală Germanică, Rusia, Japonia și SUA), cărora le revenea câte o panregiune.
Alăturat căilor de comunicație terestră ale istmului, spațiul Mării Negre oferă coridoare de comunicație și transport navale spre Marea Mediterană și spre căile navigabile interioare continentale.

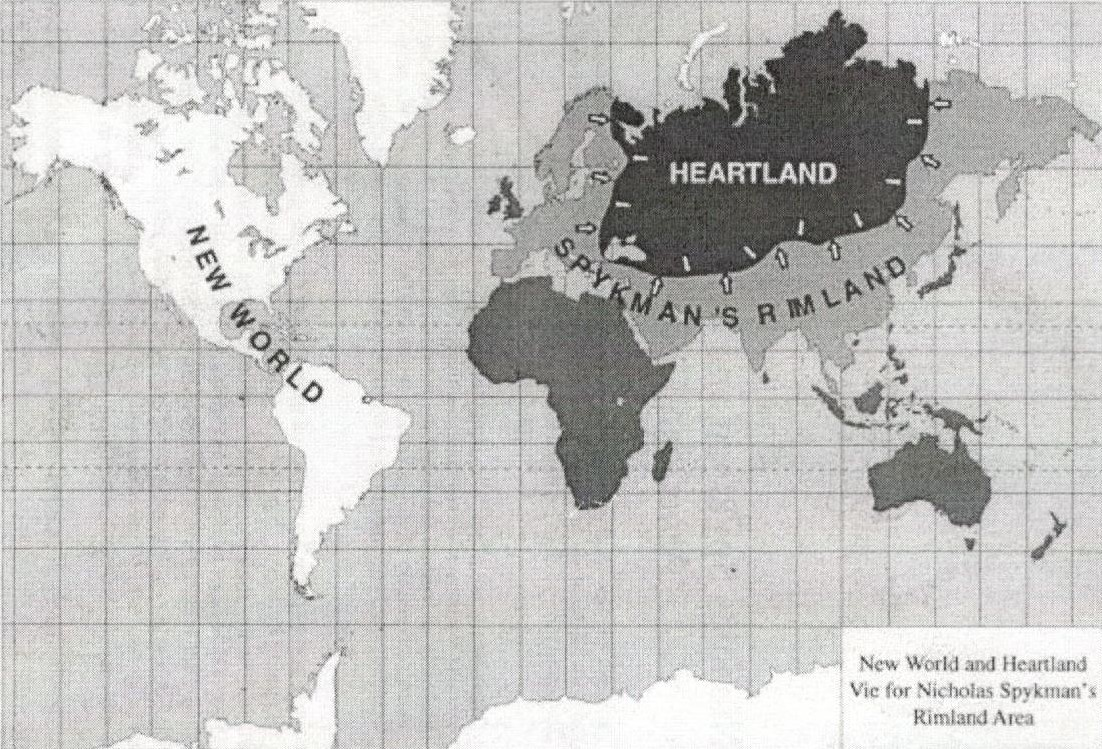
Conceptualizarea geopolitică a lumii conform doctrinelor Heartlandului și Rimlandului.

În ce privește perspectiva maritimă⁠(en)[traduceți] a teoriei formulate de Mackinder, geostrategul american Nicholas J. Spykman⁠(en)[traduceți] a dezvoltat o teorie prin care a accentuat semnificația strategică a țărmurilor Eurasiei, denumite Rimland (ce corespund semicercului interior din jurul zonei pivot). În concepția lui Spykman, Rimlandul este un spațiu care separă zona pivot de „autostrada” maritimă ce înconjoară Eurasia. Cu rol de tampon, el este format din Europa, Orientul Mijlociu, Asia de Sud-Vest, China, Indochina și Siberia de Est, dominația sa fiind din punctul de vedere al geostrategului american, părinte al politicii de îngrădire, mandatorie pentru succesul acestei politici de îndiguire a puterii zonei pivot. De asemenea, Sykman a postulat că puterea care va controla Rimlandul va domina lumea, dar va fi obligată să se opună prin orice mijloace apariției unui hegemon asiatic sau european care să stăpânească Rimlandul.
Pe de altă parte, prin regiunea sa sudică (pontică), istmul face parte din macrospațiul de compresie al Afro-Eurasiei dintre blocurile maritim și continental și dintre Est și Vest, în acest macrospațiu, care se întinde de la Cornul Africii și Orientul Mijlociu la Regiunea Mării Negre și Balcanii Eurasiatici, aflându-se principala falie strategică a masei continentale afro-eurasiatice.
Conform definiției date de Teoria spațiilor globale a geopoliticianului american Saul Cohen⁠(en)[traduceți], Europa de Est are un statut de portal de transmisie al fluxurilor comerciale, militare și demografice (în engleză gateway). Acest caracter al arealului respectiv, aflat într-o „zona de compresie” foarte fragmentată și supusă presiunii din spațiile geopolitice de vecinătate, este dat de dinamica geopolitică, celelalte alternative din punct de vedere al dinamicii geopolitice fiind reprezentate fie de caracterul de „zonă de convergență” (în engleză convergence zones), fie de cel de  „zonă de ruine” (în engleză shatterbelt). În timp ce zonele de convergență, corespund spațiului de securitate al zonei pivot descris de Mackinder (fiind regiuni aflate între spațiile geopolitice, al căror statut este încă incert), zonele de ruine sunt areale instabile fragmentate geopolitic și de mare importanță geostrategică (fie ea sub aspectul resurselor ori al localizării). În cazul zonelor de ruine, acestea sunt asociate cu mize geostrategice care implică o competiție agresivă pentru controlul lor, între puterile telurocratice și thalassocratice.
Alte coordonate de conceptualizare au fost formulate de către geopoliticianul Zbigniew Brzeziński (Teoria pivotului geostrategic), geopoliticianul francez Frédéric Encel⁠(en)[traduceți] (care a preluat Teoria dominației globale din perspectiv interesului francez) și geopoliticianul canadian Dimitri Kitsikis⁠(en)[traduceți]. Atât primul cât și ultimul au inclus Istmul ponto baltic în zona pivot.
Zbigniew Brzeziński, împărțind Eurasia în patru regiuni, a considerat un spațiu de mijloc format dintr-o zonă pivot nordică și Extremul Orient, care are în jur semicercul interior format din India, Orientul Mijlociu/Apropiat și Europa aflată la vest de istm. Frédéric Encel, la rândul său s-a focusat pe fostul spațiu colonial francez, iar Dimitri Kitsikis a denumit zona pivot nordică zona intermediară și a inclus în ea spațiul interpivotal arab și saharian, extinzând-o până la nivelul Sahelului și scoțând în evidență importanța sa majoră geostrategică, în raport cu dominația globală.

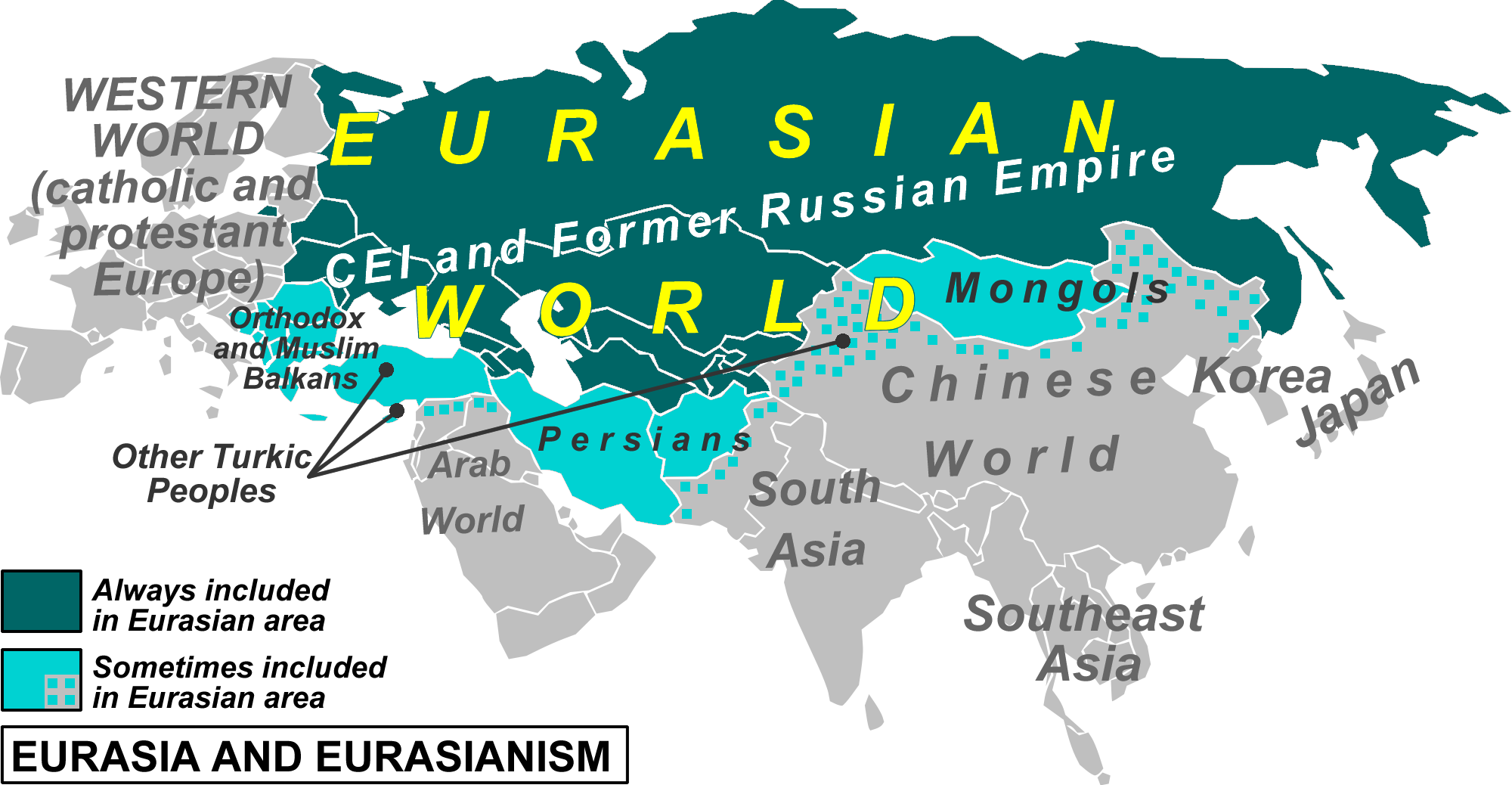
Lumea eurasiatică, din perspectiva Eurasianismului.

În ce privește școala de gândire strategică rusă, aceasta este tributară unei viziuni de tip imperial, iar în ce privește spațiul ponto-baltic a conceptualizat apartenența acestuia prin intermediul Eurasianismului⁠(en)[traduceți], revitalizat actual prin Neoeurasianism⁠(en)[traduceți] de Aleksandr Dugin și de Serghei Alexandrovici Karganov⁠(en)[traduceți]. Regiunea se află astfel pe axele geostrategice Moscova-Berlin-Paris, a blocului continental antiamerican și Moscova-Berlin de blocare a penetrării, în fostele state satelit din estul Europei, a influenței americane. În acest context, constituirea marelui imperiu confederativ eruasiatic (sau a Uniunii Europei de la Lisabona la Vladivostok) implică unirea Heartland-ului cu Rimland-ul, integrarea statelor zonei în această construcție deglobalizată⁠(en)[traduceți], eliberată de prezența SUA și Marii Britanii (puteri thalassocratice) și dominată ca și putere continentală (telurocratică) de Rusia, ceea ce ar rezolva și problema zonelor gri, din Turcia, Moldova, Ucraina și Georgia. În acest cadru, etnicilor ruși din vecinătatea imediată a Federației Ruse li se rezervă un rol de forțare a menținerii acestei regiuni în sfera de influență moscovită.

## Coordonate istorice
Statutul de graniță dintre Europa și Asia, al fâșiei de teritoriu est-european dintre Marea Baltică și Marea Neagră care, avea să fie mai târziu numită Istmul ponto-baltic, a fost remarcat de către Ptolemeu. În decursul istoriei, puterile dominante apărute atât în vestul Europei (Sfântul Imperiu Roman, Imperiul Austriac și Imperiul Austro-Ungar alături de  Regatul Prusiei), cât și în estul continentului (Imperiul Rus), au devenit centre de coagulare ale marilor spații civilizaționale din Eurasia. Acestea au transformat, în timp, spațiile de confluență situate în relație cu istmul în limesuri geopolitice.
În competiția pentru supremație geostrategică dintre Rimland și Heartland, obținerea controlului istmului a fost esențială, zona în cauză dovedindu-se una, în care, conflictul dintre Rimland și Heartland a avut de-a lungul istoriei intensitatea maximă. Acest conflict, deși s-a derulat în cvasitotalitatea sa în acest spațiu geografic, adesea s-a extins și în zonele alăturate.

### Precedente
Ferm ancorată în regiune, a devenit linia de separarea impusă de schisma din 1054 dintre religiile creștine ortodoxă și catolică. Ulterior, deși structurați din punct de vedere etnic, slavii orientali au fost incapabili să stăpânească zona ponto-baltică, aceasta stăpânire fiindu-le mai întâi pusă în discuție atât de popoarele baltice⁠(en)[traduceți] din nord cât și de nomazii altaici din sud. Ulterior invaziei mongole, existența unor state mai puternice precum cel ungar spre sud-est, lituanian spre nord și polonez spre vest a împiedicat acest control.
Structurile politico-teritoriale apărute în arealul dintre Baltica și Marea Neagră au fost la început lipsite de omogenitate, iar spațiul politic al zonei s-a fragmentat după limite mobile, influențate de puterea imperiilor vecine: Otoman, Habsburgic, Austro-Ungar, Țarist și Sovietic. Istmul și cele două mări semi-închise aferente lui au fost și sunt astfel, subiect al intenției de obținere a dominației de către actorii geostrategici situați în imediata sa vecinătate. În istorie, tentativele de obținere a controlulului istmului de către diverse popoare și state, inclusiv imperii, s-au materializat prin bătălii semnificative pentru dominația respectivului spațiu la Grunwald în 1410, la Orșa în 1514⁠(en)[traduceți], la Hotin în 1621 sau la Viena în 1683.
Din secolul a XIV-lea, într-o primă fază Polonia a dominat nordul istmului, sudul fiind sub influența Imperiului Otoman. În perioada dintre sfârșitul secolului al XVII-lea și sfârșitul secolului al XIX, noile imperii care au apărut în regiune și-au consolidat poziția și au obținut controlul regiunii dintre Baltica și Marea Neagră. Astfel, limitat fiind spre centrul Europei de Prusia, într-un context în care Polonia a ieșit din lupta pentru supremație în zonă, Imperiul Habsburgic și-a orientat în secolul al XVIII-lea expansiunea cu precădere spre zona ponto-baltică. La rândul ei, Rusia a obținut acces la Marea Baltică în timpul lui Petru cel Mare și a ajuns la țărmul pontic și la Nistru, la sfârșitul secolului al XVIII-lea.
Afirmarea, atât a Occidentului european pe planul continentului cu începere din secolul al XVI-lea, cât și a Orientului european pe același continent, până în secolul al XIX-lea, s-au făcut numai până la istmul ponto-baltic, dincolo de care s-a menținut spațiul rus, în vechea sa configurație imperială.
La începutul secolului al XX-lea istmul era dominat de Imperiul Rus, în contextul expansiunii sale politico-militare în Rimlandul european. Ca fundament al dominației sale, Imperiul Țarist s-a adresat, atribuindu-și un rol mesianic, ansamblului de populații slave din Europa de Est și Centrală prin intermediul panslavismului, căruia i-a adăugat în ce privește zona balcanică (unde existau și populații neslave) panortodoxismul.
Sfârșitul Primul Război Mondial a adus cu sine împărțirea Imperiului Austro-Ungar în state naționale, Imperiul Țarist a lăsat loc Uniunii Sovietice, Polonia a reapărut și s-a format România Mare. După Marele Război, Franța a dorit în primul rând să evite crearea unui bloc geostrategic continental eurasiatic între URSS și Germania și în al doilea rând, să limiteze expansiunea comunismului în Europa afectată de criza ce a succedat războiului. Cu acest scop, francezii au urmărit să-și extindă influența în special în Istmul ponto-baltic pentru a încadra strategic Germania, sprijinind apariția unor state naționale în locul fostelor imperii, crearea unui cordon sanitar împotriva Rusiei sovietice din Finlanda, Țările Baltice, Polonia și România, precum și materializarea unor cooperări regionale, cărora a dorit să le imprime cu timpul, un caracter antigerman.
În perioada interbelică spațiul a fost subiect al unei tentative de asociere multinațională, cu acest scop, prin intermediul inițiativei Intermarium. Aceasta a urmărit o politică de apropiere a popoarelor din regiune, care, la sfârșitul Primului Război Mondial își declaraseră independența.

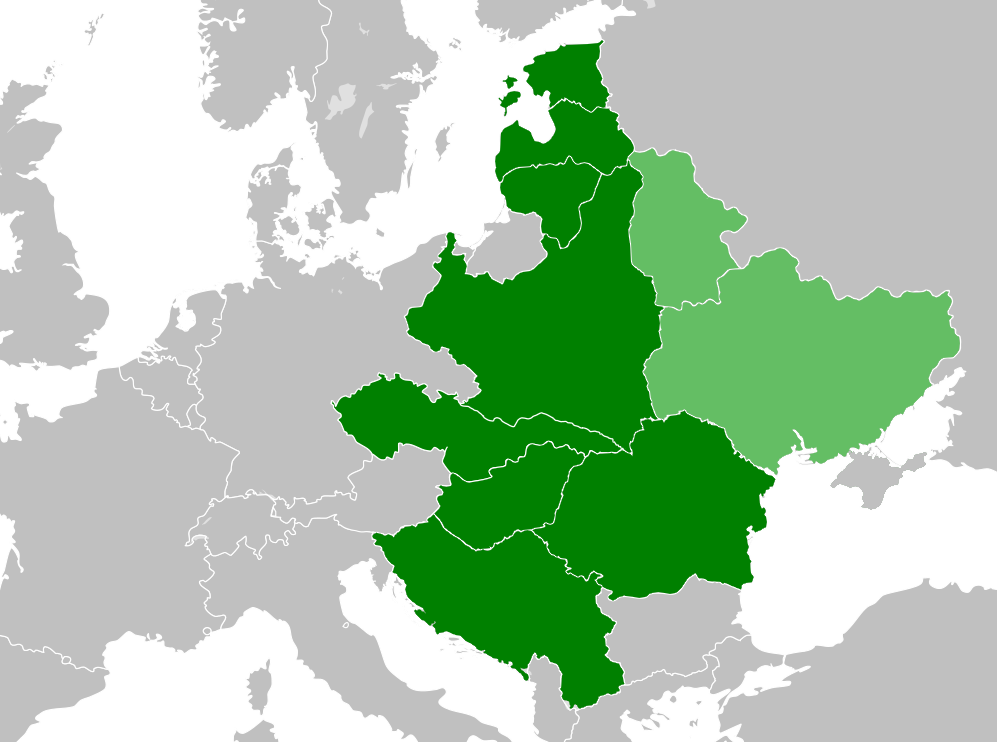
Conceptul „Intermarium” astfel cum a fost el gândit după finalul Primului Război Mondial de către Józef Piłsudski. Spațiul s-ar fi întins de la nord de la Marea Baltică până la sud la Marea Mediterană și Marea Neagră. Cu verde deschis: teritorii belaruse și ucrainene care se aflau în 1922 în Uniunea Sovietică.

Deoarece strategia francezilor afecta atât interesele germane cât și pe cele ruse, destructurarea sistemului construit de Franța, în centrul și estul Europei, s-a materializat la 23 august 1939 printr-un acord între Germania și Uniunea Sovietică, ce a consemnat o împărțirea a sferelor de influență între cele două mari puteri totalitare, la nivelul zonei.
După cel de-Al Doilea Război Mondial, controlul spațiului l-a căpătat Uniunea Sovietică. Polonia a suferit sub presiunea acesteia o translație spre vest, în dauna spațiului german, Statele Baltice au fost înglobate teritoriului politic sovietic, iar România s-a repliat pe seama frontierelor istorice ale Moldovei, pierzând Basarabia și Bucovina de Nord, în beneficiul aceleiași Uniuni Sovietice. Predominanța relațiilor politice cu Moscova  în cadrul blocului sovietic, a făcut ca rolul istmului să capete un rol secundar, acesta pierzând o parte din importanța sa continentală, în favoarea celei regionale între statele limitrofe URSS și teritoriile vestice sovietice: Statele Baltice, Bielorusia și Ucraina.
Statutul teritoriului s-a modificat din nou de abia după 1989-1991, când țările din regiune care fuseseră încorporate în URSS și-au recâștigat independența. Pe fondul antecedentelor istorice în cadrul cărora teritoriul a pendulat între a fi zonă de contact și zonă de conflict și a secolelor în care zona a reprezentat doar o limită neclară în continuă schimbare, odată cu sfârșitul Războiului Rece cei din istm nu au mai dorit să mai fie un cordon sanitar între Est și Vest. În ultimul deceniu al secolului al XX-lea și la începutul secolului al XXI-lea, dorințele de afirmare națională și de recunoaștere internațională, afirmarea identității proprii, procesele de desovietizare și de respingere a influenței ruse, precum și de asumare a aquisului Uniunii Europene au început să remodeleze spațiul din punctele de vedere al identității, percepțiilor, problemelor de securitate, interdependențelor energetice, circulatorii, economice si migratorii. Ca atare, în zona Europei Centrale și de Est, numeroase state aflate anterior sub influență sovietică au aderat la Uniunea Europeană și la Organizația Tratatului Atlantincului de Nord, profitând de noul context geostrategic, drept care cele două organizații s-au extins, atât în istmul ponto-baltic cât și în Peninsula Balcanică.
Zona, împărțită astfel geopolitic între Uniunea Europeană și NATO pe de o parte și Comunitatea Statelor Independente pe de altă parte, a rămas atât o zonă balama cât și o punte între cele două blocuri menționate, pe care nu numai le-a alăturat, dar le-a și juxtapus. Contextul geopolitic, apărut, a făcut din istmul ponto-baltic o zona-tampon între Rusia (cu influențe nivelatoare), spatiul vest-european (cu influențe individualizante) și spațiul sud-est european (cu influențe național-identitare). Ca actori proeminenți de vecinătate s-au individualizat  alături de Rusia, Germania și Turcia, constatându-se în cadrul istmului și ascensiunea economică a Poloniei, precum și evidența politică a detașării Ucrainei față de Rusia.

### Actuale
În linii mari, Istmul ponto-baltic este regiunea al cărei control reprezintă primul pas spre dominația mondială, raportarea la el făcându-se atât în Teoria pivotului geografic al istorie⁠(en)[traduceți] (în engleză Heartland Theory) a lui  Halford John Mackinder, cât și în Teoria țărmurilor⁠(en)[traduceți] (în engleză Rimland Theory) a lui  Nicholas J. Spykman⁠(en)[traduceți] În ce privește patternul de relații geopolitice în cadrul acestui areal geografic care constituie sistemul ponto-baltic, Vadim Leonidovici Țimburski⁠(ru)[traduceți] a propus un model structural de interacțiuni intitulat Sistemul de conflict ponto-baltic.
Din punct de vedere geostrategic, pe cele două axe structurale semnificative, nord — sud (Regiunea Baltică — Regiunea Pontică) și respectiv vest — est (Europa — Eurasia), evoluția interacțiunilor se face conceptual ținând cont fie de caracterul de Intermarium al zonei pe axa nord-sud, fie ținând cont de caracterul de inel interior de securitate (în engleză Innerworld), pe axa Est-Vest.

#### Vechii jucători geostrategici

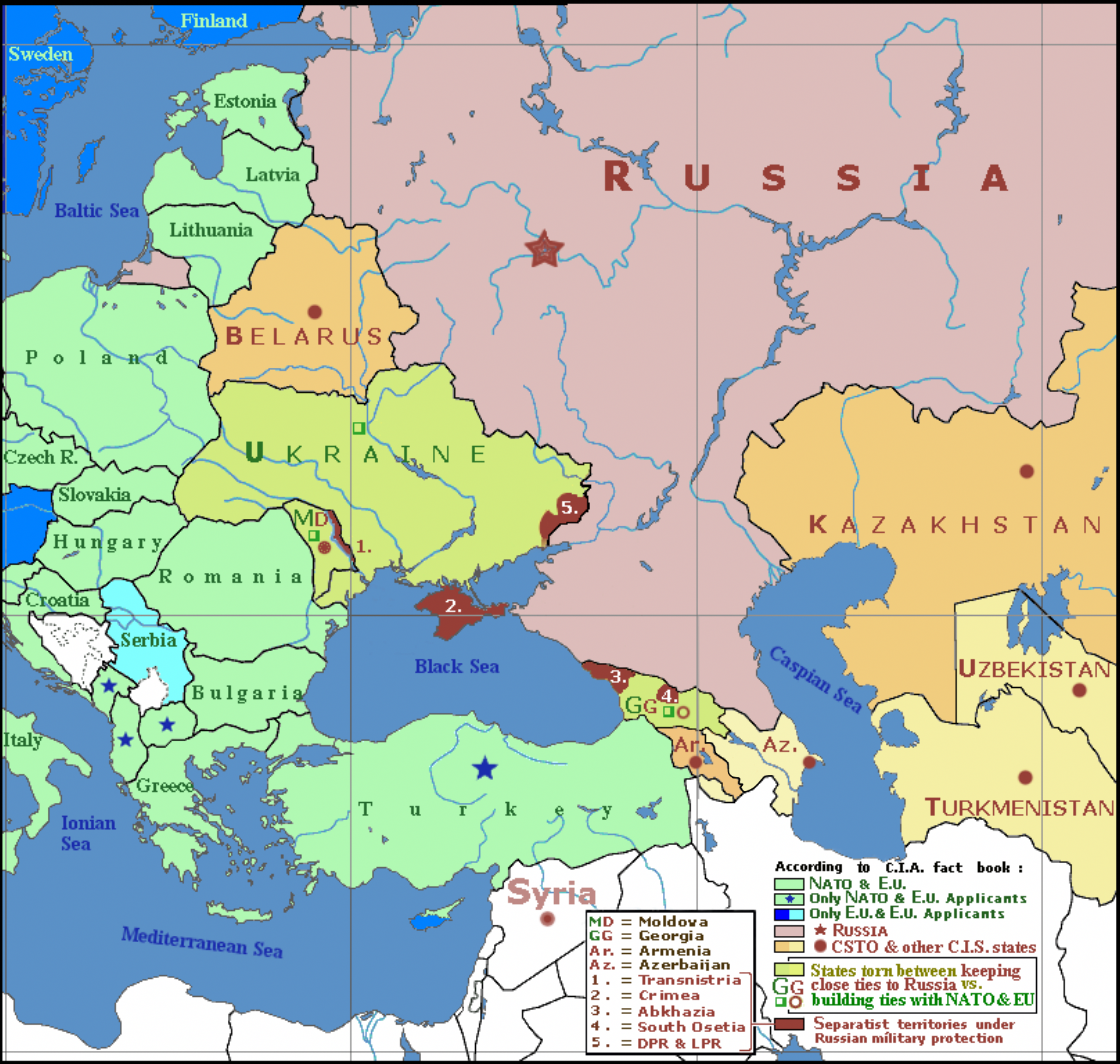
Geopolitica Europei de Est înainte de invazia din 2022 a Rusiei în Ucraina, arătând zonele de conflicte înghețate din Transnistria, Crimeea, Abhazia, Ossetia de Sud și Donbas (numerele de la 1 la 5). Pe hartă apar și alte zone similare precum Arțah, Ciprul de Nord și Kosovo.

Datorită caracteristicilor sale, zona este în prezent unul dintre spațiile cele mai disputate din punct de vedere geopolitic din spațiul eurasiatic, ceea ce predispune statele din zonă la amenințări de fond structurale permanente. Acestea derivă atât din imperativul strategic al Rusiei de dominație a regiunii, cât și din riscul de transformare în areal de confruntare armată, în caz de schimbare pe plan internațional al statu quo-ului (situație care s-ar putea asocia cu schimbarea echilibrului eurasiatic). Ca atare, atât timp cât în prezent are un statut geopolitic de compresie și convergență, asupra sa acționând forțe puterilor învecinate, există riscul ca istmul să se transforme într-o „centură de ruine” (în engleză ruin belt), asemeni Transcaucaziei sau Orientului Mijlociu (zone în care în ultimul secol s-au declanșat procese care au condus la războaie și conflicte înghețate⁠(en)[traduceți], divizări de teritorii, apariția unor state eșuate, infracționalitate, terorism, sărăcie și subdezvoltare.
În epoca actuală, linia care unește Marea Baltică cu Marea Neagră este și linia de demarcație strategică a comunității euro-atlantice, fiind la momentul actual, subiect al integrării statelor situate în estul Europei până la limita istmului ponto-baltic și care acționează ca state naționale, nu ca imperii sau post-imperii. La est de istm puterea dominantă astăzi este Federația Rusă.
În baza potențialului său negativ din punct de vedere geopolitic de transformare într-o „centură de ruine”, ca urmare a concurenței dintre jucătorii aflați în cele două spații geopolitice pe care istmul le separă și deoarece Republica Moldova, Ucraina și Georgia sunt state nealiniate aflate în „zona gri” dintre cele două câmpuri de forțe, la nivelul acestora subzistă până în prezent o serie de conflicte înghețate în Republica Moldova și Georgia, ori au existat în Ucraina până în februarie 2021, când s-a transformat în război deschis. La momentul actual, Ucraina încearcă să-și promoveze propria opțiune de integrare în spațiul politic și geostrategic european și euro-atlantic.
Dat fiind că Republica Moldova, Ucraina și Georgia sunt limitrofe Mării Negre și aparțin spațiului spațiului geostrategic al acesteia, regiunea pontică a devenit una dintre zonele cele mai instabile din Eurasia, din punct de vedere al securității. 
În contextul asumării imperativului strategic de dominație a regiunii, Federația Rusă are un comportament agresiv față de statele situate în imediata sa vecinătate, la nivelul istmului. Ca atare, Rusia a adoptat un comportament care include acțiun diverse: militarizarea regiunii Mării Negre și a Mării Baltice, război hibrid și începând din februarie 2022, o invazie militară în Ucraina.
Este de remarcat, de asemenea, că există în prezent în derulare o nouă tentativă de asociere multinațională cu scopul promovării unui dialog regional, care include din punct de vedere teritorial și spațiul ponto-baltic, denumită Inițiativa celor Trei Mări., 

#### Emergența unor noi jucători geostrategici
În planul regiunii a început să se individualizeze ca și jucător geostrategic un nou actor, China, care a dezvoltat în zonă Formatul 16+1. Acesta se suprapune coridorului nord-sud reprezentat de Inițiativa celor Trei Mări, dar asociază și state balcanice care aparțin tradițional sferei de influență a Federației Ruse, statul chinez acționând ca actor economic principal, strategic sau important pentru state din areal.
Mai mult, prin istm se proiectează una dintre căile terestre ale inițiativei chinezești „Centura și Drumul”⁠(en)[traduceți].

Inițiative de cooperare interstatală la nivelul Istmului Ponto-Baltic
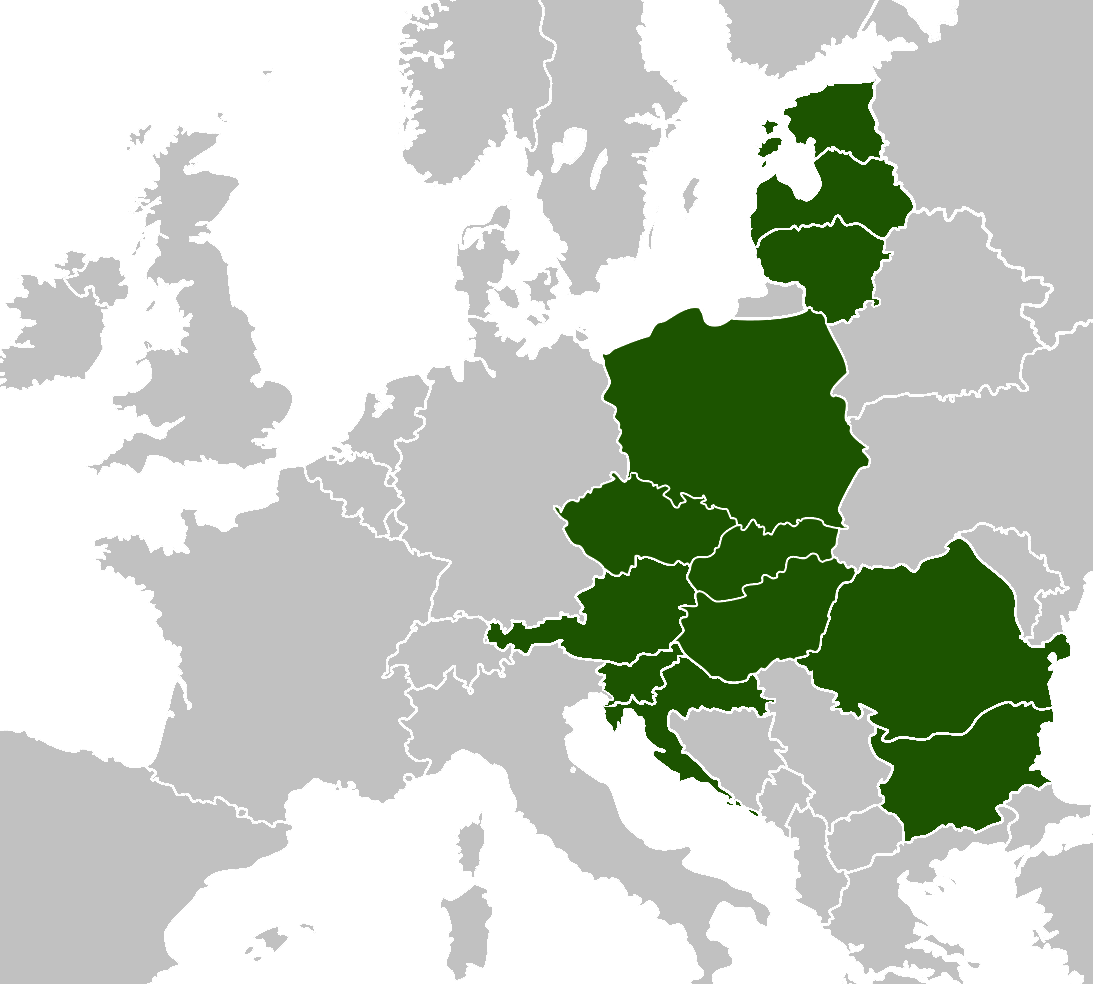
Cu verde închis, statele incluse platformei politice a Inițiativei celor Trei Mări: Austria, Bulgaria, Croația, Cehia, Estonia, Ungaria, Letonia, Lituania, Polonia, România, Slovacia și Slovenia
Cu violet: statele Parteneriatului Estic.
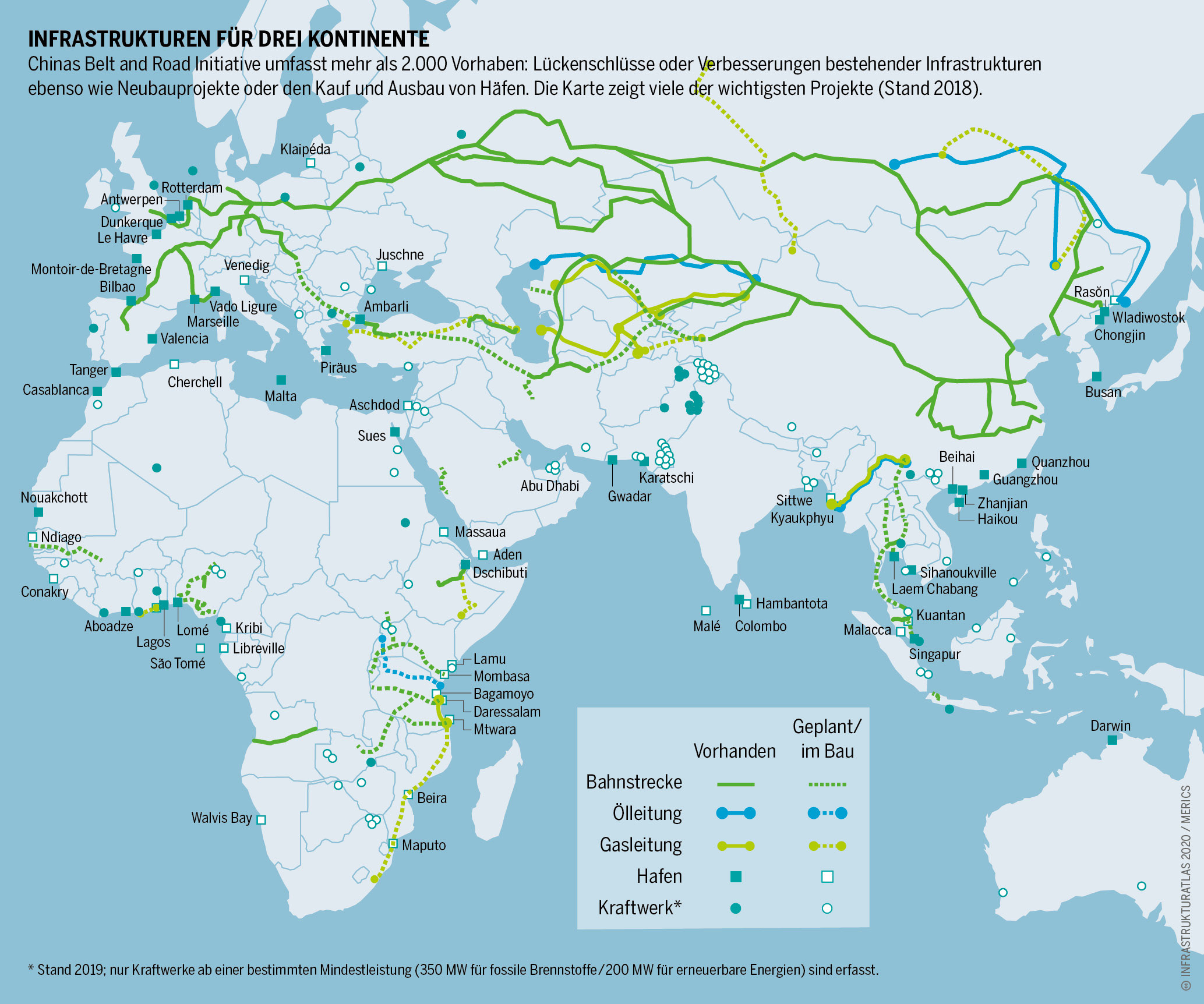
Proiecția Inițiativei „Centura și Drumul”.

## România și istmul ponto-baltic
România este poziționată în dreptul istmului ponto-baltic și se raportează la acesta prin intermediul spațiului moldovenesc (dintre Carpații Orientali și Nistru), situat în sudul extrem al istmului.
Încadrarea teritorială a Moldovei în arealul ponto-baltic o individualizează în cadrul spațiului românesc, iar prin intermediul ei, în calitate de subsistem al spațiului respectiv, spațiul geopolitic de apartenență al statului român se raportează la acest istm. Regiunea, tot conform lui Simion Mehedinți, reprezintă de altfel una dintre cele cinci spații ecopolitice, cu rol de graniță, care acoperă sau intersectează spațiul național românesc (celelalte patru fiind: Munții Carpați, Dunărea, Marea Neagră, și strâmtorile – ca prelungire a Dunării).
Limita vestică a istmului reprezintă, în zonă, limita estică a moștenirii romane (a romanității orientale).

## Contextul confruntării geostrategice contemporane

### Contextul confruntării
În prezent, perspectivele asupra istmului ponto-baltic, ale puterilor care controlează fie pivotul eurasiatic (Federația Rusă) fie Europa atlantică (Statele Unite ale Americii), respectă modelul expus mai sus. Astfel, imperativul strategic impus de zona inclusă inelului intern de securitate al pivotului condiționează perspectiva rusă, în timp ce interesul de a fi prezent în zona geostrategică⁠(en)[traduceți] respectivă, de mare importanță pentru puterile euroatlantice, o condiționează pe cea americană.
Este de menționat că, direcțiile de politică externă ale Federației Ruse au fost trasate în cadrul conceptual al paradigmei dominației globale, context în care controlul exclusiv al spațiului propriu de securitate al zonei pivot nordice (spațiu în care istmul este inclus alături de Zona Arctică, Marea Baltică, Dunărea în segmentele mijlociu și inferior și la nivelul gurilor sale marine, Marea Neagră, Asia Mică, Armenia, Iran, Tibetul și Mongolia) trebuie să fie păstrat de aceasta.
 Istmul se constituie astfel astăzi în subiect al urmăririi a mai multor direcții geostrategice ruse, atât al împingerii liniei de apărare avansată (frontiera de facto) a Federației la nivelul graniței interne a inelului de securitate, cât și al transformării și menținerii istmului ca zonă de securitatea tampon, pe axa coridorului transeuropean nord-sud (care coridor include și Peninsula Balcanică). Nu în ultimul rând, zona este subiect al acțiunii unor instrumente de tip hibrid, a căror folosire are ca scop refacerea fostei sfere de influență sovietică din perioada Războiului Rece, pe axa geostrategică ortodoxă Moscova – Belgrad – Atena – Nicosia (Sofia). Structurată în jurul apartenenței comune la spațiul religios ortodox, această axă alătură la bază și relațiile tensionate ale Serbiei și Greciei cu Occidentul, precum și relațiile economice bilaterale puternice ale statelor respective cu spațiul rus, sau dependența statelor respectiv de gazul Moscovei, pe lângă trecutul istoric comun, cu valențe pozitive.

În timp ce Federația Rusă se constituie la momentul actual într-o amenințare pentru spațiul ponto-baltic, este de remarcat, în acest context, faptul că persistența actuală a interesului rus pentru istmul ponto-baltic derivă din doctrina vecinătății apropiate. Pe de altă parte, viitorul statut al Europei, fie el euro-atlantic sau eurasiatic, depinde de controlul zonei formate din istmul ponto-baltic și Marea Neagră.
Este de remarcat că un eventual context în care Federația Rusă nu ar mai putea apela la strategia apărării în profunzime, folosită împotriva lui Napoleon și în Al Doilea Război Mondial, ar fi acela în care frontierele sale strategice se îngustează. Alternativa este intolerabilă pentru Rusia și determină insistența acesteia de a fi înconjurată de zone tampon pe care le poate controla și care, îi pot oferi acces la rimlandul în care se află Marea Baltică, Marea Neagră și Marea Caspică, în cadrul unui joc de sumă zero. Perforarea vecinătății apropiate a rimlandului de către un NATO thalassocratic prin intermediul Statelor Baltice, Cehiei, Poloniei sau Georgiei și apropierea granițelor strategice ale Alianței Nord-Atlantice de pivotul rus, pot fi astfel contracarate prin deținerea controlului de către Federația Rusă, într-o tentativă de a deveni o putere thalassocratică opozabilă SUA, în spații precum Kaliningrad, Belarus, Ucraina, Transnistria, Osetia de Sud și Abhazia, care și ele aparțin rimlandului. Un rezultat al acestui joc strategic, reprezentat de o sumă nulă exprimată prin blocarea de către Rusia a operaționalizării în regiune a rimlandului euroatlantic, implică însă menținerea calității de zonă tampon, la nivelul porțiunii ponto-baltice de rimland.
În prezent, controlul ambelor căi (est-vest și nord-sud) din axa Mării Baltice – Mării Negre este deținut de Ucraina, care din punct de vedere geostrategic este afiliată comunității euro-atlantice, spațiul ponto-baltic fiind subiect de dispută atât geostrategică între Uniunea Europeană alături de comunitatea euro-atlantică, pe de-o parte și Federația Rusă de cealaltă parte, cât și politică între un spațiu occidental guvernat de reguli liberal-democratice și un spațiu estic în care domină politica agresivă a Federației Ruse. La rândul ei Belarus, considerată extensie a spațiului geostrategic și militar al Federației Ruse, împiedică crearea unui cordon sanitar anti-rus în vestul acesteia, reduce izolarea enclavei Kaliningrad, separă Ucraina sudică de Statele Baltice, aflate la nord și joacă un rol de interfață Rusia-Europa. Nu în ultimul rând, alianța cu Belarusul conservă ideea solidarității „naturale” și „fraternale” între popoarele slave, constituindu-se într-un simbol pentru opinia publică din Rusia, care simbol ar fi subminat doar de către naționaliștii ucraineni.
Sectorial, enclava Kaliningrad este o zonă de mare importanță pentru Rusia, datorită staționării aici a flotei ruse baltice, care deține lansatoare de rachete de înaltă precizie, instalate aici pentru a contracara elementele de scut anti-rachetă ale NATO⁠(en)[traduceți], din Polonia. Alături de elementele de scut din Polonia, cele instalate de NATO în România sunt considerate o modalitate a SUA, de a proteja statele din zonă de influența rusă și de a eficientiza efectul acțiunilor sale la nivelul istmului. În acest context, rolul de sinapsă strategică al regiunii pontice în ecuația ponto-baltică este în curs de definire, caracterul său fiind deocamdată acela de zonă-tampon, a cărei importanță este pe cale de a fi reevaluată de marile puteri.

### Zona gri
Extinderea permanentă a Uniunii Europene prin încorporarea țărilor candidate a fost un proces, care, a mers până în prezent paralel cu asigurarea securității colective a acestora prin intermediul NATO. În acest moment, presiunea țărilor limitrofe sau apropiate geografic Rusiei din interiorul comunității euro-atlantice, precum de exemplu Polonia, Lituania sau România alimentează acest proces de extindere al UE, în favoarea încorporării altor țări din regiunea ponto-baltică. Paradigma concomitenței UE-NATO nu mai este însă, în contextul actual unanim susținută. Exista astfel la nivelul anului 2021 opinia, combătută de Statele Unite ale Americii și Polonia, că Ucraina se poate asocia UE, adoptând o politică de neutralitate strategică.
Cu toate acestea, statele regiunii aflate între Baltica și Marea Neagră sunt primele amenințate din punct de vedere al securității, de jocurile de putere ale jucătorilor geostrategici activi, aflați în vecinătatea istmului. Deoarece experiența ultimelor trei secole a fost aceea a transformării statelor din regiune, subiect al marilor confruntări hegemonice, inițial în teatre de operații și mai apoi în monede de schimb în cursul negocierilor de pace, rămânerea acestora în zone tampon nu este de dorit. Ca atare, ieșirea din astfel de zone gri și afilierea la struturi militare de securitate colectivă reprezintă un imperativ vital, pentru aceste state.
 Pe de altă parte, reconfigurarea Federației Ruse, ca și amenințare în regiune ponto-baltică, impune statelor situate în Europa Centrală și de Est consolidarea poziției geostrategice. În prezent, Alianța Nord-Atlantică și-a consolidat prezența la nivelul zonei, urmărind asigurarea garanțiilor de securitatea pe care le oferă în zonă, membrilor săi.